# Hans-Peter Körner
Hans-Peter Körner (* 1943 in Chemnitz) ist ein deutscher Schauspieler, Kabarettist und Hörspielsprecher.

## Leben
Der 1943 in Chemnitz geborene Hans-Peter Körner studierte von 1962 bis 1966 an der Theaterhochschule Leipzig. Bereits während des Studiums erhielt er seine erste Rolle in dem DEFA-Film Denk bloß nicht, ich heule. Nach dem Studium war er für sechs Jahre am Landestheater Altenburg beschäftigt, um anschließend für 23 Jahre ein Engagement an den Städtischen Bühnen Erfurt anzutreten. Hier entdeckte er auch seine Liebe zum klassischen Kabarett, weshalb er 1996 sein eigenes Literaritäten-Kabarett gründete, mit dem er in der gesamten Bundesrepublik auf Tournee ist.
In einigen Produktionen der DEFA und des Fernsehens der DDR stand Hans-Peter Körner vor der Kamera, und für den Rundfunk der DDR wirkte er von 1967 bis 1974 mehrmals als Hörspielsprecher.
Hans-Peter Körner hat seinen Wohnsitz im thüringischen Plaue.

## Filmografie
- 1965: Denk bloß nicht, ich heule
- 1975: Lotte in Weimar
- 1979: Addio, piccola mia
- 1984: Polizeiruf 110: Inklusive Risiko (Fernsehreihe)

## Theater
Landestheater Altenburg
- 1969: Horst Salomon: Ein Lorbaß – Regie: Eberhard Richter
- 1971: William Shakespeare: Richard II. – Regie: Christian Bleyhoeffer

Städtische Bühnen Erfurt
- 1968: Arthur Miller: Blick von der Brücke (Rodolfo) – Regie: Eberhard Richter
- 1972: William Shakespeare: Hamlet (Fortinbras,  Prinz von Norwegen) – Regie: Fritz Westphal
- 1972: Georgi Nachutzrischwili: Tschintschraka (Tschintschraka) – Regie: Karlheinz Welzel
- 1973: Heinz Kahlau: Die kluge Susanne (Tim, Soldat) – Regie: Christoph Brück
- 1973: Ulrich Plenzdorf: Die neuen Leiden des jungen W. (Willi) – Regie: Dieter Steinke
- 1973: Carlo Goldoni: La Donna di Garbo oder Liebe macht erfinderisch (Ottavio) – Regie: Karlheinz Welzel
- 1973: George Bernard Shaw: Die heilige Johanna (Page des Dunois und Bruder Martin Ladvenu) – Regie: Fritz Westphal / Dieter Steinke
- 1973: Maxim Gorki: Nachtasyl  (Baron) – Regie: Jefim Robertowitsch Chigerowitsch
- 1974: William Shakespeare: Die Komödie der Irrungen (Dromio von Ephesus) – Regie: Lothar Ehrlich
- 1974: Peter Hacks: Die schöne Helena (Merkur) – Regie: Dieter Steinke
- 1974: Helmut Baierl: Frau Flinz (Karl) – Regie: Dieter Steinke
- 1974: Heinz Kahlau: Der gestiefelte Kater (Kater) – Regie: Jürgen Gosch
- 1975: Bertolt Brecht: Die Dreigroschenoper (Klau-Ede) – Regie: Dieter Steinke
- 1975: Junji Kinoshita: Der Abendkranich (Unzu) – Regie: Christoph Brück (DDR-Erstaufführung)
- 1975: Adolf Endler / Elke Erb: Das bucklige Pferdchen (Erzähler) – Regie: Klaus Küster
- 1975: Seán O’Casey: Purpurstaub (Basil Stoke) – Regie: Dieter Steinke
- 1976: Friedrich Hebbel: Maria Magdalena (Leonhard) – Regie: Peter Handke
- 1976: Giulio Scarnacci / Renzo Tarabusi: Kaviar und Linsen (Raimondo Czibor) – Regie: Dieter Steinke
- 1976: Heiner Müller (nach Fjodor Gladkow): Zement (Stimme 1 / Offizier) – Regie: Ekkehard Kiesewetter
- 1976: Martin Hayneccius: Hans Pfriem oder Kühnheit zahlt sich aus (Zachäus, Zöllner) – Regie: Klaus Schleiff
- 1976: Jewgenij Schwarz: Aschenbrödel (König) – Regie: Hans-Georg Türk
- 1976: Charles De Coster: Till (Brigadier der Geusen) – Regie: Peter Sodann (DDR-Erstaufführung)
- 1977: Emil Rosenow: Kater Lampe (Neumerkl, Geselle) – Regie: Dieter Steinke
- 1977: Peter Hacks: Adam und Eva (Satanael) – Regie: Barbara Abend
- 1977: Stanislaw Lem: Die Forschungsreise des Professors Tarantoga (Magister Janusz Chybek) – Regie: Dieter Steinke (DDR-Erstaufführung)
- 1977: Ariano Suassuna: Das Testament des Hundes oder Das Spiel von Unserer Lieben Frau, der Mitleidvollen (Pater Joao) – Regie: Ekkehard Kiesewetter
- 1979: Georges Feydeau: Baby hat nichts gemacht – Regie: Matthias Renner
- 1979: Kazys Saja: Clemens oder das Jahr des Stiers (Abarius, ein Dorfbewohner) – Regie: Iwan Petrow
- 1980: Peter Hacks: Armer Ritter (Firlefanz) – Regie: Ekkehard Kiesewetter
- 1980: Aristophanes: Lysistrate (Spartaner, Chor der alten Männer) – Regie: Ekkehard Kiesewetter
- 1980: Jean Anouilh: Becket oder Die Ehre Gottes (englischer Baron) – Regie: Barbara Abend (DDR-Erstaufführung)
- 1980: Heinrich Heine: Blamier mich nicht, mein schönes Kind (o. Rollenangabe) – Regie: Klaus Schleiff
- 1981: Jürgen Gross: Match (Spinner, Abiturient) – Regie: Klaus Schleiff
- 1981: Federico Garcia Lorca: Die wundersame Schustersfrau (Don Amsel) – Regie: Ekkehard Kiesewetter
- 1981: William Shakespeare: Der Sturm (Bootsmann) – Regie: Ekkehard Kiesewetter
- 1982: I. Karnauchowa / L. Brausewitsch: Die feuerrote Blume (Kikimora) – Regie: Norbert Wendler
- 1982: Michail Schatrow: Blaue Pferde auf rotem Grund (Christowoi) – Regie: Ekkehard Kiesewetter
- 1982: Harald Gerlach (nach Ludvig Holberg): Held Ulysses (Intrigantos) – Regie: Horst Ruprecht (Uraufführung)
- 1983: Dario Fo: Zufälliger Tod eines Anarchisten (Kommissar Sportsmann) – Regie: Eberhard Keub
- 1983: Friedrich Schiller: Maria Stuart (Wilhelm Davison, Staatssekretär) – Regie: Ekkehard Kiesewetter
- 1984: Heiner Maaß / Peter M. Schneider: Die drei Musketiere (Herzog von Buckingham) – Regie: Klaus Schleiff
- 1985: William Shakespeare: Wie es euch gefällt (Probstein) – Regie: Klaus Stephan
- 1985: Heinrich Mann: Die traurige Geschichte von Friedrich dem Großen (Akademiepräsident Gundling / Graf Finkenstein / Leutnant) – Regie: Ekkehard Kiesewetter
- 1986: Arthur Kopit: Das Ende der Welt (Pete) – Regie: Klaus Schleiff
- 1986: Tschingis Aitmatow / Kaltai Muhamedshanow: Der Aufstieg auf den Fudschijama (Issabek, Schriftsteller und Journalist) – Regie: Ekkehard Kiesewetter
- 1988: Peter Ensikat: Hase und Igel (Hase) – Regie: Olaf Müller
- 1989: Georg Kaiser: Zwei Krawatten (Schiffsoffizier / Gast / 2. Herr) – Regie: Klaus Schleiff
- 1990: Václav Havel: Die Benachrichtigung (Kalous, Beamter) – Regie: Ekkehard Kiesewetter
- 1991: Heinrich von Kleist: Der zerbrochne Krug (Veit Tümpel, Bauer) – Regie: Ekkehard Kiesewetter
- 1991: Gerdt von Bassewitz: Peterchens Mondfahrt (Pfefferkuchenmann) – Regie: Marcus Everding
- 1992: Carl Zuckmayer: Der Hauptmann von Köpenick (Prokurist Knell / Dienstmann / Gefreiter) – Regie: Ekkehard Kiesewetter
- 1992: Klaus Stephan: Klappe zu, Affe tot (Polizist/Stoph) – Regie: Klaus Stephan (Uraufführung)
- 1992: William Shakespeare: Was ihr wollt (Valentin, Edelmann) – Regie: Dietrich Taube
- 1992: Max Frisch: Andorra (Der Jemand) – Regie: Horst Mentzel
- 1992: Astrid Lindgren: Pippi Langstrumpf (Manager) – Regie: Karl-Heinz Krause
- 1993: Bertolt Brecht: Der gute Mensch von Sezuan (Polizist) – Regie: Klaus Stephan
- 1993: Max Frisch: Biedermann und die Brandstifter (Polizist) – Regie: Ulf Reiher
- 1994: Jean Baptiste Molière: Der Geizige (Meister Simon) – Regie: Klaus Stephan
- 1994: Sophokles: König Ödipus (Chor) – Regie: Götz Brandt

## Hörspiele
- 1967: Sewer Gansowski: Wir waren zwanzig (Rasowajew) – Regie: Walter Niklaus (Hörspiel – Rundfunk der DDR)
- 1967: Hans-Ulrich Lüdemann: Ataman Kolja – Regie: Walter Niklaus (Kinderhörspiel – Rundfunk der DDR)
- 1968: David Medwedenko: Dr. Krassow und seine Freunde (Mischa) – Regie: Peter Groeger (Hörspiel – Rundfunk der DDR)
- 1968: Pjotr Werschigora: Auf dem Marsch in die Karpaten (Wassili) – Regie: Walter Niklaus (Hörspiel, Teil 9 aus der Romanchronik Im Gespensterwald – Rundfunk der DDR)
- 1970: Erwin Strittmatter/Horst Heitzenröther: Der Kuß der Pfarrerstochter (August) – Regie: Walter Niklaus (Hörspiel, Teil 4 nach dem Roman Der Wundertäter – Rundfunk der DDR)
- 1974: Jost Glase: Mach’s gut, meine Liebe (Markus) – Regie: Klaus Zippel (Kinderhörspiel – Rundfunk der DDR)